# 스티븐 안소니 로렌스
스티븐 앤서니 로런스(Steven Anthony Lawrence, 1990년 7월 19일 ~ )는 미국의 배우이다.
프레즈노에서 태어났다.

## 영화
- 마이 수어사이드 (2009년)
- 브랏츠 (2007년)
- 차고 지르기 (2005년) - 마크 에버리 역
- 리바운드 (2005년) - 랄프 역
- 이븐 스티븐슨 무비 (2003년)
- 열두 명의 웬수들 (2003년)
- 더 캣 (2003년)
- 버블 보이 (2001년)
- 제이 앤 사일런트 밥 (2001년)
- 나는 네가 지난 13일 금요일 밤에 한 일을 알고 있다 (2000년) - 척키 역
- 화성인 마틴 (1999년)
- 뮤즈(영어판) (1999년)